# Campeonato Mundial de Xadrez de 1998 (FIDE)
O Campeonato Mundial de Xadrez de 1998 foi a competição organizada pela FIDE para disputa do título mundial entre o campeão da FIDE Anatoly Karpov e o desafiante Viswanathan Anand. A disputa foi realizada em Lausanne num match de 6 partidas que se estenderiam em partidas rápidas até um dos adversários obter dois pontos de vantagem.
|                   | 1 | 2 | 3 | 4 | 5 | 6 | 7 | 8 | Total |
| ----------------- | - | - | - | - | - | - | - | - | ----- |
| Anatoly Karpov    | 1 | 0 | ½ | 1 | ½ | 0 | 1 | 1 | 5.0   |
| Viswanathan Anand | 0 | 1 | ½ | 0 | ½ | 1 | 0 | 0 | 3.0   |